# Mike Berry
Mike Berry (* 24. September 1942 in Northampton als Michael Bourne; † 11. April 2025 im Royal Borough of Kingston upon Thames, London) war ein britischer Sänger und Schauspieler.

## Leben und Wirken
Anfang der 1960er Jahre war Berry einige Zeit im Tonstudio des Produzenten Joe Meek angestellt und spielte dabei oft mit den Outlaws, die unter anderem als Begleitband für Heinz fungierten und diesen zum Beispiel bei seinem Erfolgstitel Just Like Eddie unterstützten. Wie Meek hatte auch Berry ein Faible für Buddy Holly, was seine Einstellung begünstigt haben dürfte.
1961 veröffentlichte Berry den ersten eigenen Song: Tribute to Buddy Holly erreichte Platz 18 in den britischen Charts. Begleitet wurde er von den Outlaws, zu deren Mitgliedern bei dieser Aufnahme Ritchie Blackmore und Chas Hodges gehörten. In den 1960er Jahren hatte er zwei weitere kleine Charterfolge (unter anderem Don’t You Think It’s Time?, 1963 Platz 6 in UK), wobei er von Stil und Aussehen oft mit Dave Berry verwechselt wurde. Zwischen den beiden gab es aber keine Verbindung.
In den 1970er Jahren arbeitete Berry vorwiegend als Schauspieler für das britische Fernsehen. Im August 1980 kam er plötzlich mit dem Song The Sunshine of Your Smile, produziert von seinem alten Kollegen Chas Hodges, erneut in die Charts, für den er im selben Jahr mit einer Silbernen Schallplatte ausgezeichnet wurde. Mit dem Song If I Could Only Make You Care gelangte er ebenfalls 1980 nochmals unter die Top-50. Berry tourte danach auf Oldieveranstaltungen durch Großbritannien und stand gelegentlich für Werbespots oder als Nebendarsteller in Spielfilmen vor der Kamera.
Im April 2025 starb er im Alter von 82 Jahren in London.

## Diskografie

### Alben
| Jahr | Titel                      | Höchstplatzierung, Gesamtwochen, AuszeichnungChartsChartplatzierungen (Jahr, Titel, Platzierungen, Wochen, Auszeichnungen, Anmerkungen) | Anmerkungen |
| Jahr | Titel                      | UK | Anmerkungen |
| ---- | -------------------------- | --- | ----------- |
| 1980 | The Sunshine of Your Smile | UK63 (3 Wo.)UK |             |

Weitere Alben
- 1972: Drift Away
- 1975: Tribute to Buddy Holly
- 1976: Rock’s in My Head
- 1977: The Rocker
- 1979: I’m a Rocker
- 1981: Memories
- 1987: Still Rockin’
- 1989: Rock ’n’ Roll Boogie … Plus

### Singles
| Jahr | Titel Album                                              | Höchstplatzierung, Gesamtwochen, AuszeichnungChartsChartplatzierungen (Jahr, Titel, Album, Platzierungen, Wochen, Auszeichnungen, Anmerkungen) | Anmerkungen                |
| Jahr | Titel Album                                              | UK | Anmerkungen                |
| ---- | -------------------------------------------------------- | --- | -------------------------- |
| 1961 | Tribute to Buddy Holly –                                 | UK24 (6 Wo.)UK | Mike Berry and the Outlaws |
| 1962 | Don’t You Think It’s Time –                              | UK6 (12 Wo.)UK | Mike Berry and the Outlaws |
| 1963 | My Little Baby –                                         | UK34 (7 Wo.)UK | Mike Berry and the Outlaws |
| 1980 | The Sunshine of Your Smile                               | UK9 Silber · (12 Wo.)UK |                            |
| 1980 | If I Could Only Make You Care The Sunshine of Your Smile | UK37 (9 Wo.)UK |                            |
| 1981 | Memories                                                 | UK55 (5 Wo.)UK |                            |
| 1983 | Every Little While –                                     | UK78 (5 Wo.)UK |                            |
| 1986 | Come Outside –                                           | UK97 (2 Wo.)UK | mit Wendy Richard          |

Weitere Singles
- 1961: Will You Love Me Tomorrow
- 1962: It’s Just a Matter of Time
- 1962: Every Little Kiss
- 1963: It Really Doesn’t Matter
- 1963: Intro
- 1964: On My Mind
- 1964: Lovesick
- 1964: Who Will It Be
- 1964: Two Lovers
- 1965: That’s All I Ever Want from You
- 1965: It Comes and Goes
- 1966: Warm Baby
- 1967: Raining in My Heart
- 1967: Can’t You Hear My Heartbeat
- 1975: Don’t Be Cruel
- 1977: I’m a Rocker
- 1978: Don’t Ever Change
- 1981: Diana
- 1982: What’ll I Do
- 1985: Everyone’s a Wally
- 2007: Hi There Darlin'! Merry Christmas (Mr. Bert Spooner with instrumental accompaniment by Mike Berry & The Outlaws)

## Filmografie (Auswahl)
- 1954: Prisoner of War
- 1979–1981: Die Vogelscheuche (Worzel Gummidge, Fernsehserie, 23 Folgen)
- 1981–1985: Are You Being Served? (Fernsehserie, 21 Folgen)
- 1982: 70 Golden Nursery Rhymes
- 1989: Dramarama (Fernsehserie, Folge 7x01)
- 1995: The Bill (Fernsehserie, Folge 11x135)
- 1999: Julie and the Cadillacs
- 2019: Scatterbrook Days (Kurzfilm)